# دافيد أبوتيكر
دافيد أبوتيكر (بالإنجليزية: David Apotheker) (28 أغسطس 1855 - 23 أكتوبر 1911) كاتب أمريكي من أصل ليتواني، كان يكتب باللغتين اليديشية والعبرية.

## حياته
ولد أبو ثيكر في بونيفيج بمحافظة كوفنو، في ليتوانيا.
انضم إلى الحركة العديمة في عام 1877، واعتقل في كييف في عام 1879 بسبب نشاطه الثوري. وهرب إلى تشيرنوفتسي عاصمة بوكوفينا، حيث فتح متجرًا للكتب،  وكتب للصحف العبرية واليديشية، ونشر كتابه الأول بعنوان ها-نيفيل (القيثارة)، ويضم قصائد باللغتين العبرية واليديشية (1881). 
هاجر إلى الولايات المتحدة في عام 1888، حيث حاول دون جدوى تأسيس تجمع شيوعي.  بعد ذلك أسس متجرًا للملابس النسائية في براونزفيل، بروكلين، وانضم إلى الحركة الفوضوية المحلية، وأصبح مساهمًا غزيرًا في الصحافة اليديشية. وفي عام 1895 انتقل إلى فيلادلفيا، حيث أصبح ناشرا وقام بتحرير صحيفة بعنوان (الحاضر) Die Gegenwart، وهي صحيفة أسبوعية باليديشية، لم تستمر طويلا.   
توفي في بروكلين في نيويورك في 23 أكتوبر 1911.